# 専修大学松戸中学校・高等学校
専修大学松戸中学校・高等学校（せんしゅうだいがくまつどちゅうがっこう・こうとうがっこう）は、千葉県松戸市上本郷にある私立中学校・高等学校。「専松（せんまつ）」の愛称で親しまれている。

## 沿革
- 1958年12月12日 - 専修大学松戸高等学校設置許可。設置者学校法人専修大学、設立代表者は川島正次郎（学校法人専修大学理事長、自由民主党副総裁）。
- 1959年4月1日 - 専修大学教授の堀七蔵が初代校長に、専修大学教授の佐藤保太郎が初代副校長に就任。
- 1959年4月7日 - 松戸市小金公民館を仮校舎として授業。
- 1959年7月17日 - 開校式ならびに木造校舎落成式挙行。
- 1959年12月1日 - 校歌制定。
- 1960年2月23日 - 設置者を学校法人専修大学松戸高等学校に変更認可、理事長に川島正次郎就任。
- 1960年7月16日 - 新館落成式挙行。
- 1962年3月31日 - 堀七蔵校長、佐藤保太郎副校長退任。
- 1960年7月16日 - 新館落成。
- 1963年3月1日 - 体育館ならびに特別教室落成。
- 1965年5月26日 - 川島正次郎名誉校長に就任。森口忠造が2代目理事長に就任。
- 1976年10月15日 - 北館落成。
- 1977年10月15日 - 中央館落成。
- 1979年4月1日 - 専修大学松戸幼稚園開園。
- 1979年10月25日 - 新体育館落成。研修館落成。
- 1985年7月20日 - 第二運動場新設。
- 2000年4月1日 - 専修大学松戸中学校開校。新南館落成。
- 2002年 - 類型制システムを導入。
- 2004年 - 高志館（アンビションホール）開設。
- 2006年 - 新6日制を導入。S類型廃止。
- 2009年 - S類型復活。
- 2009年4月1日 - 橋元雅司が4代目理事長に就任。
- 2009年9月28日 - 富山尚徳が5代目理事長に就任。
- 2009年9月 - 創立50周年記念事業として、グランドを人工芝生化。
- 2009年9月 - 第64回国民体育大会（トキめき新潟国体）において、少年男子共通の走り高跳びに出場した戸邊直人（当時3年）が2m23をクリアし、高校日本新記録で優勝。
- 2010年10月18日 - アメリカ・ネブラスカ州のサウスウエスト高等学校と姉妹校提携調印。
- 2010年10月19日 - 専修大学松戸高等学校の創立50周年記念式典を、市内の森のホール21（松戸市文化会館）大ホールにて挙行。
- 2015年7月26日 - 第97回全国高等学校野球選手権大会千葉県大会決勝で、習志野高校を破り、春夏通じて初の甲子園出場、松戸市勢でも春夏通じて初出場となる[1]。これで全ての専大系属高が一度は夏の大会に出場した事になる。
- 2021年1月29日 - 第93回選抜高等学校野球大会において、関東地区選出校に選ばれ春の甲子園初出場[2]。
- 2021年7月21日 - 第103回全国高等学校野球選手権大会千葉県大会決勝で、木更津総合高校を破り、6年ぶり2回目の夏の甲子園出場を果たした。[3]。
- 2023年1月27日 - 第95回記念選抜高等学校野球大会において、関東地区選出校に選ばれ2年ぶり2回目の春の甲子園出場、同校初のベスト8進出を果たした[4]。
- 2023年7月27日 - 第105回全国高等学校野球選手権記念大会千葉県大会決勝で、習志野高校を破り、2年ぶり3回目の夏の甲子園出場を果たした。[5]。

## 特徴
- 略称は、千葉県立松戸高等学校や松戸市立松戸高等学校と混同を避ける為、「専松（せんまつ）」と呼ばれる。
- 専修大学（学校法人専修大学）からは「付属校」といわれる高等学校のうちの1校であるが、校名に「付属」や「附属」を含まない。
- 専修大学の「付属校」とはいわれるが、大学とは別法人が運営している系属校である。
- 大多数の生徒は他大学への進学を希望し、進学しており、専修大学への入学率は例年10%前後となっている。
- 沿革のように、2019年現在、専修大学とは運営している法人が異なるが、設立・開校当初は学校法人専修大学が運営していた。この点を、同校と他の「付属校」（附属、北上、熊本玉名）とは異なる点としてあげる卒業生が存在したり、見方としてある。
- 専修大学松戸幼稚園が併設されている。
- 校庭は全面人工芝と1周400mの全天候型トラックと走り幅跳び用の砂場で構成される。またオムニテニスコートも3面ある。
- 中学校の修学旅行は中学3年間の英語教育の集大成、そして世界へ羽ばたく人材の育成のためアメリカ・ネブラスカ州で2週間にわたって行われる。アメリカ滞在期間中は現地の大学での寮生活やホームステイをそれぞれ1週間程度体験する。
- 高校でも希望者のみ夏季休業中にアメリカ、ニュージーランド、マレーシア、ベトナムへの海外研修プログラムがある。主にホームステイが中心である。こちらは全類型参加可能。
- 高校では毎年姉妹校であるアメリカ・ネブラスカ州のリンカーンサウスウエスト高校へ、2名程交換留学生を2週間程送っている。

## コース
類型制を設けており、以下の通りに分けられている。
- X類型

内部進学生
中学の時より先取り学習を進めているため、高校3年次には大学入試に向けた問題演習中心の授業を行う。そのため大学受験には他類型に比べ授業進行度的にある程度余裕をもって臨むことができる。中学3年進級時にX類の中で成績優秀者で構成されるI類とその他II類にクラスが分けられる。それぞれの類型は科目によっては異なるカリキュラムを組む。I類は難関大学に一般入試での進学を目指しているため指定校推薦はない。
- E類型

難関国公立大学（難関私立大学）進学類型
学力強化に重点を置いており、いわゆる難関大学に一般入試での進学を目指している。そのため指定校推薦はないが、専修大学への推薦入学は可能。放課後講座などが必修であったり長期休暇中にも必修講座があったりと学力向上の面でのサポートは他類型に比べ手厚い。専松の難関大学進学の大半はこのE類とX1類が占めている。
- A類型

上位国公立大学・私立大学・専修大学進学類型
文武両道を掲げて、部活動や生徒会活動も尊重しつつ、上位大学へ進学を目指している。
- S類型

スポーツ推薦型
2006年度に廃止になったが、2009年度に復活。野球部を特別強化指定部に指定しており、その他に相撲部、ラグビー部、陸上部（長距離のみ）、サッカー部を強化指定部にしている。その他の部活動は現在募集していない。
2年進級次に、A類型からE類型、E類型からA類型に転類可能である。
3年進級次は、学習進度が異なるため、原則的にE類型からA類型への転類のみ認められている。選択科目により、他の類型と合同の授業を行う場合がある。

## 生徒会組織
委員会
- 生徒会本部
- 代議員会
- 代議員会執行部
- 小さな親切運動推進委員会
- 文化祭実行委員会
- 広報委員会
- 図書委員会
- 選挙管理委員会
- 生活改善委員会
- 体育大会実行委員会
- 予餞会実行委員会
- 運動委員会
- 文化委員会

文化系部活動
- 社会部
- 美術部
- 理科部
- 放送部
- 英語部
- 吹奏楽部
- 写真部
- 茶華道部
- 合唱部
- 書道部
- 文芸部
- 和太鼓部
- 演劇部
- 競技かるた部(2021年度 かるた同好会より昇格)
- 軽音楽部(2024年度 フォークソング同好会より昇格)

運動系部活動
- ラグビー部（花園出場：1989年、1994年）
- 野球部（甲子園出場：2015年夏、2021年春、2021年夏、2023年春）
- 剣道部
- サッカー部
- バスケットボール部
- 卓球部
- 相撲部
- 硬式テニス部
- ソフトテニス部
- バドミントン部
- ハンドボール部
- 弓道部
- 合気道部
- バレーボール部
- 陸上競技部(短距離)
- 陸上競技部(長距離)
- 空手道部
- 体操部
- チアリーディング部
- 山岳部(2024年度 自然愛好会同好会より昇格)

同好会・愛好会
- コンピュータ研究会愛好会

## 入試
専修大松戸中学の入試は、第1回入試、第2回入試、帰国生入試、第3回入試がある。
募集定員は、第1回入試が男女100人、第2回入試が男女30人、帰国生入試が若干名、第3回入試が男女20人である。試験科目は、国語、数学、理科、社会の4教科であり、帰国生だけさらに面接試験がある。
専修大松戸高校の入試は、E類型、A類型、S類型がある。
E類型は、募集定員が男女72人の一般入試であり、試験科目は5教科入試と3教科入試のどちらかを選択できる。
A類型は、募集定員が男女150人の入試であり、その内訳に、一般入試、第一志望入試、帰国生入試がある。一般入試の試験科目は5教科入試と3教科入試のどちらかを選択できるが、第一志望入試と帰国生入試の試験科目は3教科入試である。また、第一志望入試にはグループの面接試験もある。このA類型の募集定員は男女150人であるが、一般入試、第一志望入試、帰国生入試でそれぞれ定員が割り振られているわけではない。
S類型は、募集定員が男女34人のスポーツ推薦指定校型の入試である。試験科目は3教科入試と面接試験である。

## 交通アクセス
- JR常磐緩行線北松戸駅下車徒歩約11分（経路案内）
- 京成電鉄松戸新田駅下車徒歩約16分（経路案内）

## 学校周辺
- 学校周辺は閑静な住宅地。
- 北松戸駅より登下校をする場合は、「専松坂」と呼ばれている坂をクリアしなければならない。
- ファミリーマート専大松戸高校前店
- 松戸運動公園（市民プール、陸上競技場、ナイター設備付き野球場等）
- 千葉県立松戸高等学校

## 著名な卒業生
- 高橋平 - 俳優[要出典]
- 内山晃 - 元衆議院議員
- 仲村トオル - 俳優
- 小野正利 - 歌手
- 鈴木賢司 - ギタリスト
- 山本梓 - タレント
- 山本潤 - アナウンサー
- 上村彩子 - TBSアナウンサー
- 本田真歩 - ファッションモデル
- 佐藤弥生 - タレント
- 清田益章 - エスパー
- 古谷剛彦 - 競馬評論家
- 安藤正則 - 元プロ野球選手（埼玉西武ライオンズ）
- 上沢直之 - プロ野球選手 (福岡ソフトバンクホークス)
- 原嵩 - 元プロ野球選手 (千葉ロッテマリーンズ)
- 渡邉大樹 - 元プロ野球選手 (オリックス・バファローズ)
- 高橋礼 - プロ野球選手（読売ジャイアンツ）
- 横山陸人 - プロ野球選手 (千葉ロッテマリーンズ)
- 深沢鳳介 - プロ野球選手 (横浜DeNAベイスターズ)
- 御簾納将 - サッカー指導者（サンフレッチェ広島コーチ）
- 小柳達司 - プロサッカー選手（ヴァンフォーレ甲府）
- 西山哲平 - 元プロサッカー選手・(現大分トリニータ強化部・育成部強化担当)
- 浮気哲郎 - 元プロサッカー選手
- 加納昌弘 - 元プロサッカー選手
- 戸邉直人 - 陸上競技選手
- ブラックパイナーSOS - お笑いコンビ
- 清水善三 - 元俳優
- 中村祥之 - プロレスZERO1オーナー・ハッスル創設者
- 村田義弘 - 元ラグビー日本代表選手
- 立川談修 - 落語家
- 谷まりあ - モデル
- 矢島里佳 - 実業家
- 坂本浩一 - 映画監督
- 東白龍雅士-大相撲力士、玉ノ井部屋所属
- 羽賀理之 - 車いすラグビー日本代表選手[要出典]
- 西条昇 - 江戸川大学教授、演芸評論家[要出典]

## 著名な教職員・関係者
- 持丸修一 - 同校硬式野球部監督

## その他
- 学校施設は簿記検定、英語検定等の試験会場に利用されることもある。